# FK Priștina
KF Prishtina (albaneză Klubi Futbollistik Prishtina) este o echipă de fotbal cu sediul în Priștina, Kosovo care evoluează în Superliga.

## Istoric
KF Prishtina s-a fost înființat în anul 1922 sub numele de „Gajret” de către militarii din garnizoana Priștina. Ulerior a activat sub numele de „Proleter” și „Kosovo”. După cel de-al doilea război mondial ia numele de KF Priștina numa sub care este păstrat până în zilele noastre. A fost unul dintre cele mai influente cluburi de fotbal din zonă. De multe ori campioana provinciei Kosovo dar și o obișnuită a ligii secunde iugoslave a reușit să ajungă chiar și în prima ligă a fostei Iugoslavii.

## Antrenori notabili
- Miroslav Blažević
- Fuad Muzurović
- Kujtim Shala
- Medin Zhega
- Ajet Shosholli
- Afrim Tovërlani

## Președinți
- Borislav Božović: 1971-71
- Gani Pula : 1971–1973; 1976/77
- Ramadan Vraniqi: 1973–1976
- Blagoje Kostić: 1977 –1981
- Nazmi Mustafa: 1981 –1982
- Sadik Vllasaliu: 1982–1983
- Mehmet Maliqi: 1983 –1984
- Muharrem Ismajli: 1984–1986
- Bajram Tmava: 1986–1988
- Živorad Ivić: 1988–1989
- Shefqet Keqekolla: 1989-1989
- Mile Savić: 1989-1990
- Beqir Aliu: 1991-1999
- Remzi Ejupi: 2007 - prezent